# Escola vella del carrer del Pi
L'Escola vella del carrer del Pi és una obra noucentista de Sant Pere de Ribes (Garraf) protegida com a Bé Cultural d'Interès Local.

## Descripció
Edifici urbà situat entre el carrer de l'Arquitecte Cerdà i el carrer del Pi, al nucli de Ribes. És una construcció aïllada de planta en forma de "T", d'un sol nivell d'alçat. La coberta és a tres vessants, coronada amb boles decoratives. Presenta diversos finestrals d'arc pla emmarcats amb ceràmica, que incorporen a la llinda rajola ceràmica decorativa de color blau i blanc i l'escut de Ribes al centre. De la façana de llevant en sobresurt un petit capcer de forma esglaonada, acabat amb maó vist. El ràfec queda suportat per petites mènsules que descansen sobre una cornisa. L'acabat exterior és arrebossat i pintat de color blanc. L'escola de Ribes estava situada des d'antic a l'edifici de la Casa de la Vila. L'any 1931 es va inaugurar la del carrer del Pi i la casa consistorial va deixar de ser utilitzada com a tal.